# Kompoti
Kompoti  este un oraș în Grecia în prefectura Arta.